# Пам'ятна нагорода Алдеджа «База» Бастьєна
Пам'ятна нагорода Алдеджа «База» Бастьєна (англ. Aldege “Baz” Bastien Memorial Award) — нагорода, яка щорічно вручається найкращому воротареві Американської хокейної ліги (АХЛ) за підсумками регулярного чемпіонату. Переможець визначається за допомогою голосування представників преси, тренерів і гравців ліги.
Нагорода була представлена у сезоні 1983–84 і названа на честь Алдеджа «База» Бастьєна, колишнього генерального менеджера «Піттсбург Пінгвінс». 

## Нагороджені
| Сезон   | Гравець           | Команда                       |
| ------- | ----------------- | ----------------------------- |
| 2024–25 | Майкл ДіП'єтро    | Провіденс Брюїнс              |
| 2023–24 | Гантер Шепард     | Герші Берс                    |
| 2022–23 | Дастін Вольф      | Калгарі Ренглерс              |
| 2021–22 | Дастін Вольф      | Стоктон Гіт                   |
| 2020–21 | Логан Томпсон     | Гендерсон Сілвер Найтс        |
| 2019–20 | Каапо Кягкенен    | Айова Вайлд                   |
| 2018–19 | Алекс Неделькович | Шарлотт Чекерс                |
| 2017–18 | Гаррет Спаркс     | Торонто Марліс                |
| 2016–17 | Трой Грозенік     | Сан-Хосе Барракуда            |
| 2015–16 | Петер Будай       | Онтаріо Рейн                  |
| 2014–15 | Метт Мюррей       | Вілкс-Барре/Скрентон Пінгвінс |
| 2013–14 | Джейк Аллен       | Чикаго Вулвс                  |
| 2012–13 | Ніклас Сведберг   | Провіденс Брюїнс              |
| 2011–12 | Янн Дані          | Оклахома-Сіті Баронс          |
| 2010–11 | Бред Тіссен       | Вілкс-Барре/Скрентон Пінгвінс |
| 2009–10 | Джонатан Берньє   | Манчестер Монаркс             |
| 2008–09 | Корі Шнайдер      | Манітоба Мус                  |
| 2007–08 | Майкл Лейтон      | Олбані Рівер-Ретс             |
| 2006–07 | Джейсон ЛаБарбера | Манчестер Монаркс             |
| 2005–06 | Дені Сабурін      | Вілкс-Барре/Скрентон Пінгвінс |
| 2004–05 | Раєн Міллер       | Рочестер Американс            |
| 2003–04 | Джейсон ЛаБарбера | Гартфорд Вулф-Пек             |
| 2002–03 | Марк Ламот        | Гранд-Репідс Гріффінс         |
| 2001–02 | Мартін Прусек     | Гранд-Репідс Гріффінс         |
| 2000–01 | Двейн Ролосон     | Вустер АйсКетс                |
| 1999–00 | Мартен Брошу      | Портленд Пайретс              |
| 1998–99 | Мартін Бірон      | Рочестер Американс            |
| 1997–98 | Скотт Ленгкоу     | Спригфілд Фалконс             |
| 1996–97 | Жан-Франсуа Лаббе | Герші Берс                    |
| 1995–96 | Менні Легасі      | Спригфілд Фалконс             |
| 1994–95 | Джим Кері         | Портленд Пайретс              |
| 1993–94 | Фредерік Шабо     | Герші Берс                    |
| 1992–93 | Корі Гірш         | Бінгемтон Рейнджерс           |
| 1991–92 | Фелікс Потвен     | Сент-Джонс Мейпл-Ліфс         |
| 1990–91 | Марк Лафорест     | Бінгемтон Рейнджерс           |
| 1989–90 | Жан-Клод Бержерон | Шербрук Канадієнс             |
| 1988–89 | Ренді Екселбі     | Шербрук Канадієнс             |
| 1987–88 | Венделл Янг       | Герші Берс                    |
| 1986–87 | Марк Лафорест     | Адірондак Ред-Вінгс           |
| 1985–86 | Сем Сен Лоран     | Мен Марінерс                  |
| 1984–85 | Джон Кейсі        | Балтимор Скіпджекс            |
| 1983–84 | Браєн Форд        | Фредеріктор Експресс          |